# Vis cruciforme
Pour les articles homonymes, voir Phillips.

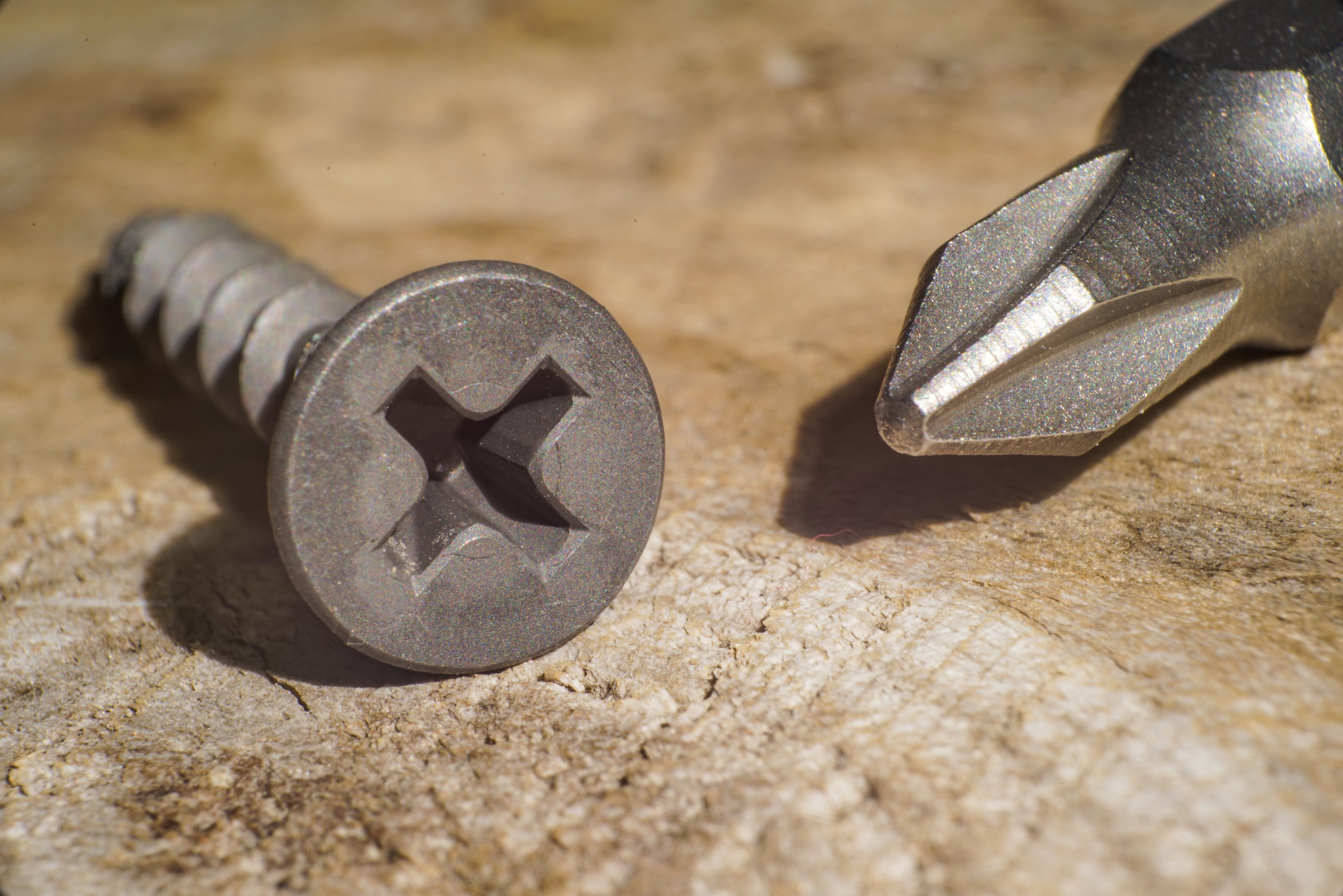
Vis et embout de vissage de type cruciforme Phillips.

L'empreinte cruciforme Phillips (couramment appelé cruciforme) est un type d'empreinte de tête de vis de fixation. Elle se reconnaît par sa forme de croix simple et est désignée par les lettres « PH ». Il ne faut pas la confondre avec l'empreinte Pozidriv, qui est techniquement incompatible,. La forme cruciforme est définie par les normes ISO 7045 et 7046.

## Caractéristiques

Représentation schématique d'une empreinte cruciforme Phillips.

Cette empreinte présente plusieurs avantages par rapport à l'empreinte fendue, :
- un plus grand couple de serrage ;
- un engagement rapide et facile de l’outil dans l'empreinte ;
- un maintien latéral de l'outil pour l'empêcher de glisser ;
- une éjection de l'outil en fin de serrage grâce à l'inclinaison des flancs de l'empreinte.

Ce dernier point pose un problème dans la mesure où il limite grandement le couple de serrage possible.

## Variantes

### Empreinte Phillips inviolable

Représentation schématique d'une empreinte Phillips inviolable.

Cette empreinte possède les mêmes caractéristiques que la vis à empreinte Phillips classique, à la différence que celle-ci possède un téton central. Cela demande en conséquence l'usage d'un embout de vissage particulier pour être dévissé.

### Empreinte Phillips fendu

Représentation schématique d'une empreinte Phillips fendu.

Cette empreinte est la combinaison d'une empreinte Phillips classique avec une empreinte fendue. Cela permet l'usage des deux types de tournevis. Cette empreinte est désignée par les lettres « ZS »[réf. nécessaire].

## Histoire
L'empreinte Phillips a été créée par John P. Thompson, qui, n'ayant pas réussi à intéresser les fabricants, a vendu sa conception à l'homme d'affaires Henry F. Phillips. C'est alors Phillips qui a créé la société Phillips Screw Company, amélioré le design et travaillé pour que le système d'entraînement devienne la norme dans de nombreuses industries, notamment l'automobile. La société American Screw Company a été chargée de concevoir un moyen de fabriquer efficacement la vis, et a réussi à faire breveter et licencier sa méthode. La première utilisation fut sur les automobiles Cadillac montées en 1936.